# 災難藝術家
《災難藝術家》（英語：The Disaster Artist）是一本2013年非虛構作品書籍。內容敘述葛瑞·賽斯特羅透露了2003年的知名爛片《房間》的艱困發展和製作，同時也詳細說明自己年輕演員在業界的鬥爭及與導演湯米·維索的神祕關係。
該書也被改編成電影《大災難家》，由詹姆斯·法蘭科執導和主演，並於2017年推出。

## 外部連結
- 官方网站
- "Audiobook"